# チロシン血症
チロシン血症（チロシンけっしょう、英: tyrosinemia, tyrosinaemia）は、アミノ酸のチロシンを効率的に分解することができない代謝異常であり、通常先天性である。未治療のチロシン血症の症状には、肝臓と腎臓の機能の障害が含まれる。治療が行われない場合、チロシン血症は肝不全につながる。今日では、チロシン血症は症状が出現する前に新生児スクリーニングによって検出される場合が多くなっている。低タンパク食、特殊なアミノ酸組成のタンパク質の補給、そして時には投薬などによる早期かつ生涯にわたる管理によって、チロシン血症の人々は通常の健康な生活を送ることができる。

## 原因

チロシン血症は常染色体劣性遺伝する。

すべてのチロシン血症は、フェニルアラニンとチロシンの異化経路に関与するさまざまな遺伝子の機能異常によるものであり、常染色体劣性の遺伝形式を示す。
高チロシン血症1型は、フマリルアセトアセターゼをコードするFAH遺伝子の変異を原因とするものである。FAHの欠乏の結果、基質であるフマリルアセト酢酸が近位尿細管と肝細胞に蓄積し、それぞれ腎臓と肝臓の損傷を引き起こす。
高チロシン血症2型は、チロシンアミノトランスフェラーゼをコードするTAT遺伝子の変異を原因とするものである。TATの欠乏の結果、基質であるチロシンが蓄積し、眼と皮膚に異常が生じる。
高チロシン血症3型は、4-ヒドロキシフェニルピルビン酸ジオキシゲナーゼをコードするHPD遺伝子の変異を原因とするものである。3型は3つのタイプのうちで最も稀であり、これまで数症例しか報告されていない。症例の大部分では、知的障害と神経機能の異常がみられる。

## 診断
高チロシン血症1型は血液検査において、フマリルアセト酢酸の代謝物であるサクシニルアセトンの存在によって検出される。サクシニルアセトンは疾患の特徴的な指標であると考えられている。
高チロシン血症2型は血漿中のチロシン値の大幅な上昇によって検出される。診断は培養線維芽細胞のTAT遺伝子の変異によっても確認される。

高チロシン血症3型は培養線維芽細胞のHPD遺伝子の変異によって診断される。

チロシンの代謝異常の病態生理。血中チロシン値の上昇が引き起こされる。PKU: フェニルケトン尿症、HT:高チロシン血症、AKU: アルカプトン尿症。

## 治療
治療はタイプによって異なる。ほとんどのケースで低タンパク食と特別なアミノ酸組成によるタンパク質の補給が必要である。ニチシノンは有効性が示されている。高チロシン血症1型の治療には、チロシン・フェニルアラニン制限食とともに4-ヒドロキシフェニルピルビン酸ジオキシゲナーゼ阻害剤が処方される。ニチシノンに応答しない高チロシン血症1型患者や、急性肝不全や肝細胞がんを抱える患者では肝移植が適応となる。